# William Kenney
Leonard William Kenney CP, född 7 maj 1946 i Newcastle-on-Tyne, är katolsk hjälpbiskop i Birmingham i England. Innan dess var han fram till 17 oktober 2006 hjälpbiskop i Stockholms katolska stift, ordförande i Caritas Sverige och Justitia et Pax. 
Kenney prästvigdes 1969. 1987 utsåg påven Johannes Paulus II honom till titulärbiskop av Midica samt hjälpbiskop i Stockholm. Dåvarande katolske biskopen i Stockholm, Hubertus Brandenburg utförde biskopsvigningen 24 augusti samma år. 
Kenney utnämndes till hedersdoktor vid Göteborgs universitet 1988. Beteckningen CP innebär att Kenney tillhör passionistorden.